# Blesle
Blesle là một xã thuộc tỉnh Haute-Loire nam trung bộ nước Pháp. Xã Blesle nằm ở khu vực có độ cao từ 472-875 mét trên mực nước biển.